# Schöllkraut
Das Schöllkraut (Chelidonium majus) ist eine Pflanzenart der monotypischen Gattung Chelidonium der Familie der Mohngewächse (Papaveraceae).

## Beschreibung

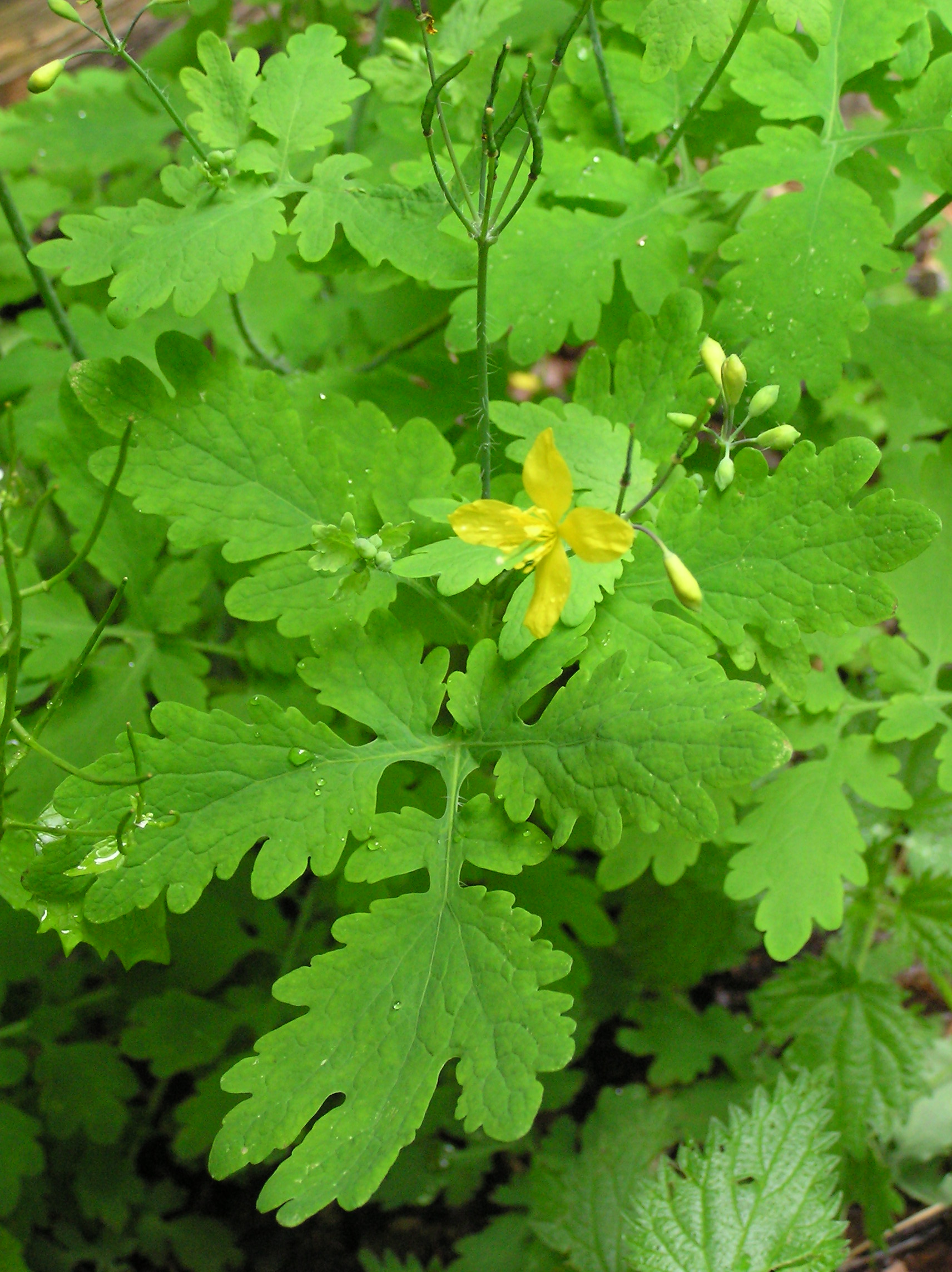
Habitus, Laubblätter, Blüten und Kapselfrüchte

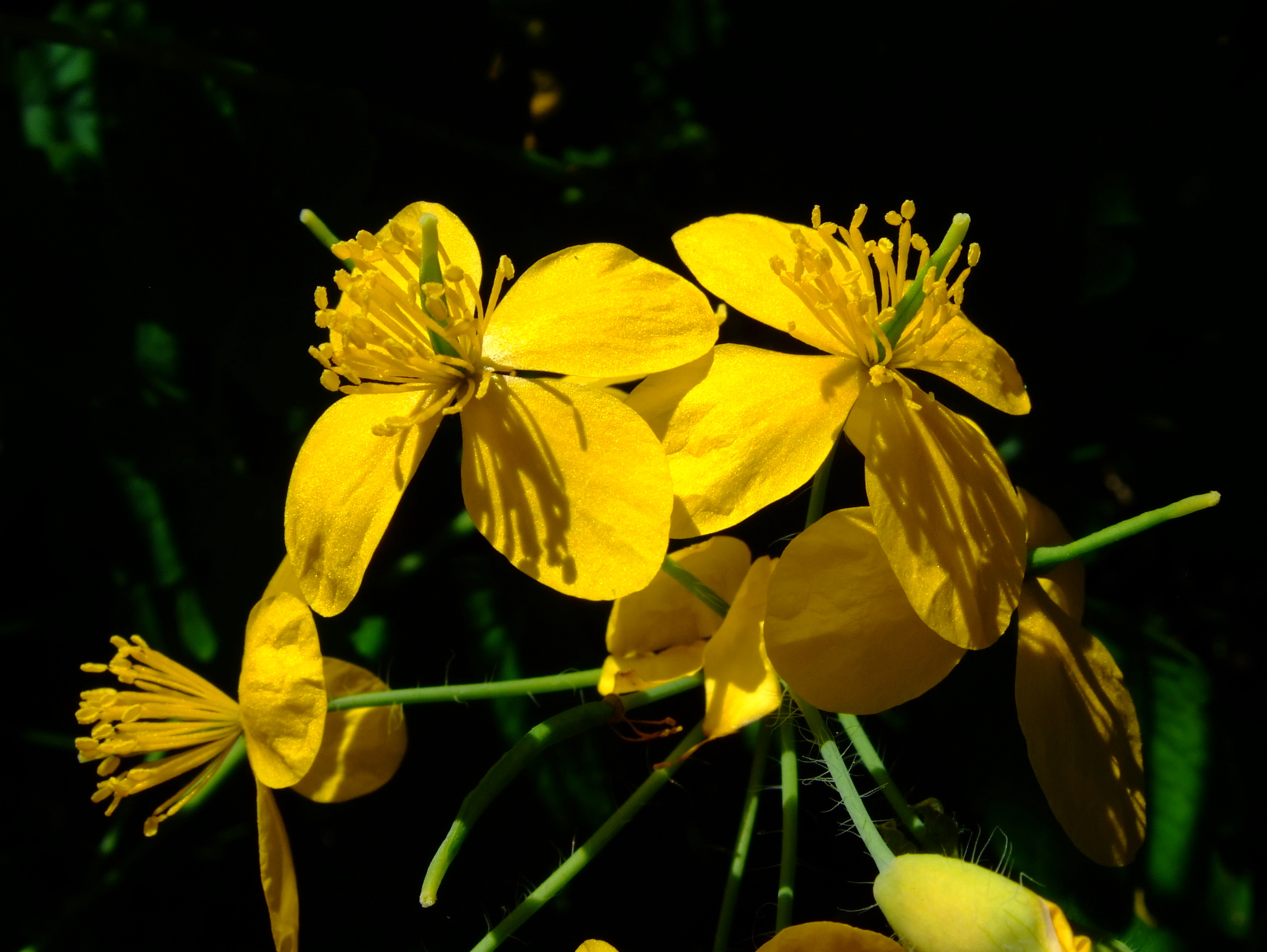
Blüten

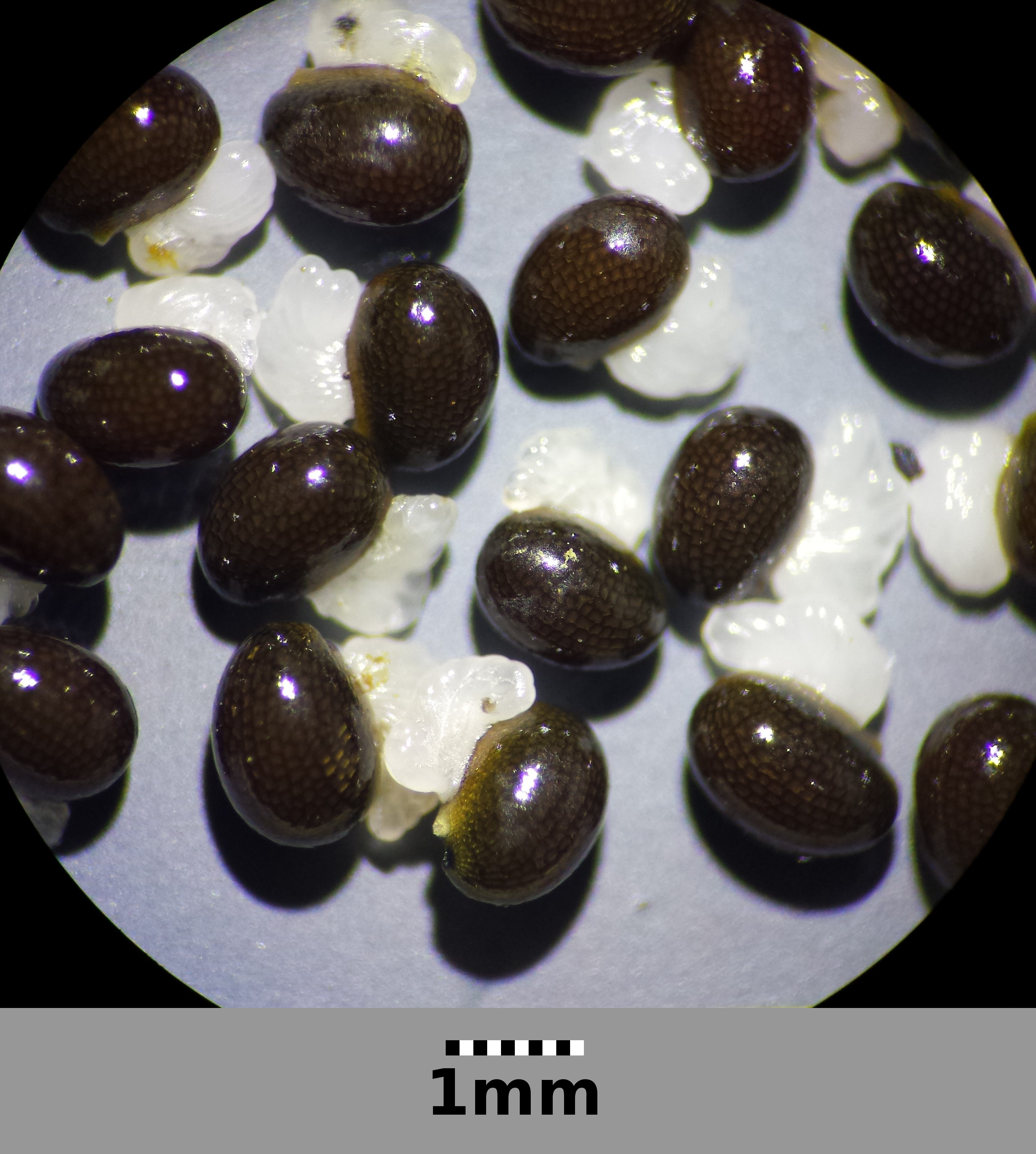
Samen mit weißer Strophiole

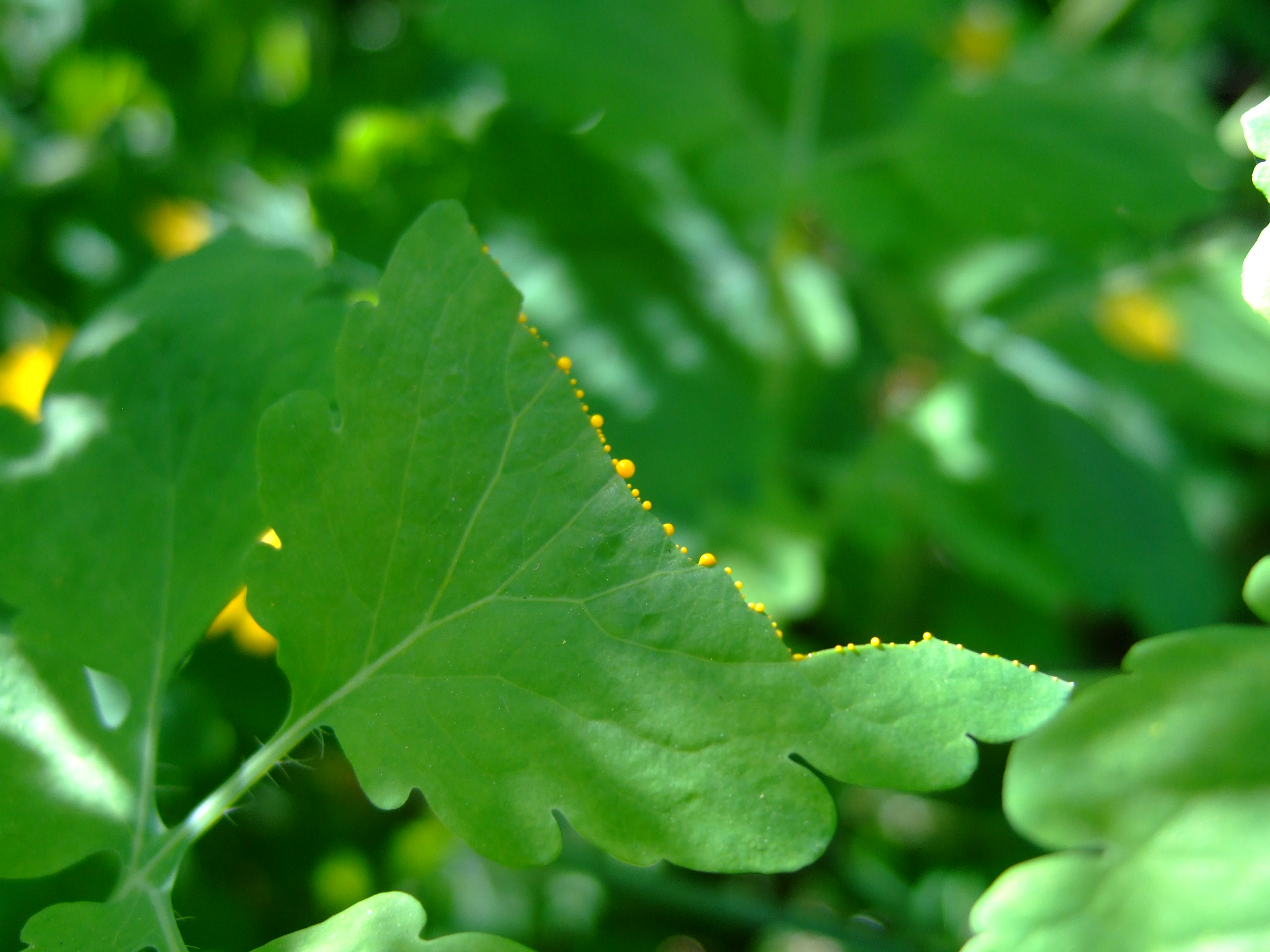
Aus angerissenem Blatt austretender gelber Milchsaft

### Vegetative Merkmale
Das Schöllkraut ist eine sommergrüne, zwei- bis mehrjährige, krautige Pflanze, die Wuchshöhen von bis zu 70 Zentimetern erreicht. Sie bildet ein verzweigtes Rhizom. Ihr Milchsaft ist gelb-orange, der Stängel ist leicht behaart.
Die wechselständigen Laubblätter sind in Blattstiel und -spreite gegliedert. Die unterseits grün-graue „bereifte“, durch einen dünnen Wachsfilm wasserabstoßende Blattspreite ist zerschnitten mit bis zu neun grob, buchtig eingekerbten oder gezähnten, teils gelappten bis zerschnittenen, abgerundeten Lappen. Die Blattunterseite ist heller und locker behaart (Trichome). Die „Rhachis“ ist behaart und teils geflügelt wie auch der Blattstiel.

### Generative Merkmale
Die Blütezeit reicht von Mai bis Oktober. Es werden wenigblütige, lockere und doldige Blütenstände gebildet. Die zwittrigen und lang gestielten Blüten sind vierzählig und etwa 2 Zentimeter groß. Die zwei Kelchblätter fallen früh ab. Die vier Kronblätter sind gelb. Es sind zwölf bis viele freie Staubblätter vorhanden. Zwei Fruchtblätter sind zu einem länglichen und einkammerigen Fruchtknoten verwachsen. Der kurze, dicke Griffel endet in einer zweilappigen Narbe. 
Die dünne, zweiklappige und kahle, schmale, längliche und mehrsamige, knotige Kapselfrucht weist eine Länge von etwa 5 Zentimetern auf. Die eiförmigen, schwarz-braunen bis schwärzlichen, feingrubigen und leicht glänzenden, eiförmigen Samen tragen eine kammförmige, weißliche Strophiole.
Die Chromosomenzahl beträgt in Europa 2n = 12, in Japan, bei Chelidonium majus subsp. asiaticum H.Hara 2n = 10 oder 12.

## Systematik
Bei manchen Autoren ist das „Große Schöllkraut“ die einzige Art aus der Gattung mit mehreren Unterarten, andere Autoren bewerten die Unterarten aus Ostasien als zwei bis drei eigene Arten.

## Ökologie
Schöllkraut ist ein hygromorpher Hemikryptophyt.
Beim Abbrechen der behaarten Stängel oder beim Einreißen der Blätter tritt aus gegliederten Milchröhren ein gelb-orangefarbener Milchsaft aus. Der giftige Saft hat einen scharfen, bitteren und unangenehmen Geschmack.
Bei kühlem, regnerischem Wetter sind die Blüten geschlossen, und die Blütenstiele senken sich ab. Die Bestäubung erfolgt durch Insekten (Entomophilie). Es erfolgt auch Selbstbestäubung.
Die Samen werden durch Ameisen verbreitet (Myrmekochorie), die durch die Caruncula angelockt werden.

## Vorkommen
Ursprünglich war Schöllkraut in den gemäßigten und warm-temperierten Gebieten Eurasiens sowie im Mittelmeerraum weit verbreitet. Nach Nordamerika wurde es von Siedlern mitgenommen, die es als Heilmittel bei Hautkrankheiten verwendeten und gilt daher dort als Neophyt.
Diese stickstoffliebende Art wächst verbreitet in der Nähe von menschlichen Wohnstätten und Viehhaltung, etwa auf Schuttplätzen, an bestehenden und ehemaligen Misthaufen und Jauchegruben, Komposthaufen, an Wegesrändern, in Robinienbeständen und sogar in Mauerspalten, jedoch auch im Gebirge.
Das Schöllkraut kommt in Mitteleuropa in Gesellschaften der Ordnung Glechometalia aber auch des Verbands Arction vor. In den Allgäuer Alpen steigt es im Tiroler Teil in der Ebene bei Steeg bis zu 1250 m Meereshöhe auf.
Die ökologischen Zeigerwerte nach Ellenberg für Chelidonium majus sind: L6 = Halbschatten- bis Halblichtpflanze, T6 = Mäßigwärme- bis Wärmezeiger, Kx = indifferentes Verhalten, F5 = Frischezeiger, Rx = indifferentes Verhalten, N8 = ausgesprochener Stickstoffzeiger, S0 = nicht salzertragend.
Die ökologischen Zeigerwerte nach Landolt et al. 2010 sind in der Schweiz: Feuchtezahl F = 3 (mäßig feucht), Lichtzahl L = 3 (halbschattig), Reaktionszahl R = 4 (neutral bis basisch), Temperaturzahl T = 3+ (unter-montan und ober-kollin), Nährstoffzahl N = 4 (nährstoffreich), Kontinentalitätszahl K = 3 (subozeanisch bis subkontinental).

## Trivialnamen

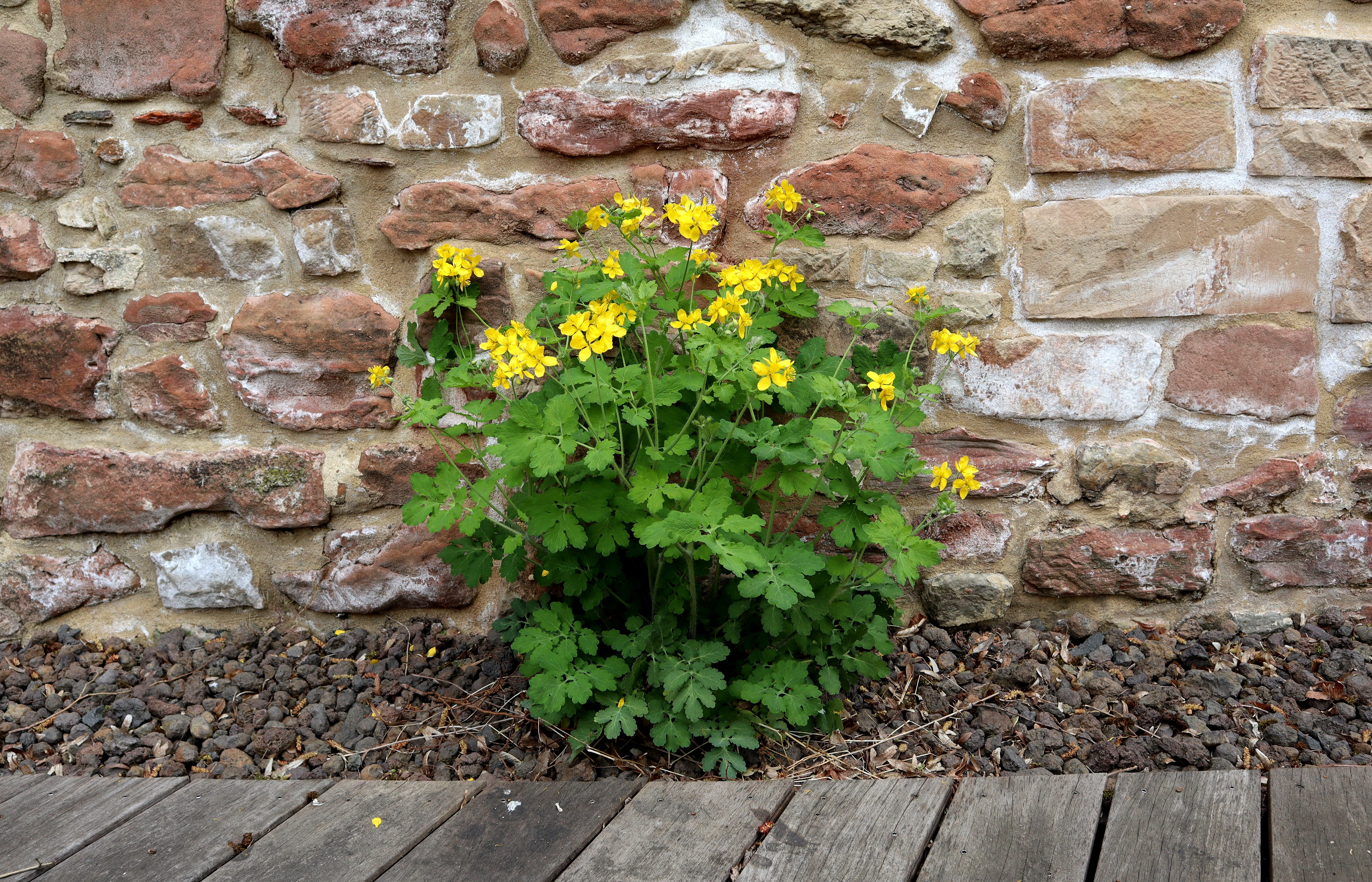
Schöllkraut an einer Mauer

Aus chelidonium entwickelte sich im Althochdeutschen das Wort scheliwurz und daraus mittelhochdeutsch schëlwurz. Für das Schöllkraut bestehen oder bestanden auch die weiteren deutschsprachigen Trivialnamen: Affelkraut (Kärnten), Augenkraut, Blutkraut (Schlesien), Geschwulstkraut (Österreich), Gilbkraut, Goldkreokt (Siebenbürgen), Goldwoort (Unterweser, Göttingen, mittelniederdeutsch), Goldwurz (mittelhochdeutsch), Goldwurzel (Eifel), Goltwort (mittelniederdeutsch), Gotsgab, Grindwurz (bereits 1482 erwähnt), Grosgrau, Guldkreokt (Siebenbürgen), Gutwurz, Herrgottsblatt, Jölk (Altmark), Jülk (Altmark), Lichtkraut, Maikraut, Nagelkraut (Bern), Ogenklar (Ostfriesland), Schälerlkraut (Österreich), Schalerkraut (Linz), Sela (mittelhochdeutsch), Sceli (mittelhochdeutsch), Scellawurz (althochdeutsch), Scelliwurz (althochdeutsch), Scellinwurz (althochdeutsch), Scelworz (mittelhochdeutsch), Schealworz (mittelniederdeutsch), Schelfers (Region an der Hase), Schelaw (althochdeutsch), Schellewort (mittelniederdeutsch), Schellewurz (mittelhochdeutsch), Schellchrut (St. Gallen), Schellkraut, Schellkrokt (Siebenbürgen), Scheltwurz (mittelhochdeutsch), Schelwort (mittelniederdeutsch), Schelwurz, Schielkraut (Schwaben), Schindkrut (Mecklenburg, Rendsburger Apotheke), Schinkrud (Bremen), Schinnefoot (Westfalen), Schinnkraut (Ostpreußen), Schinnkrut (Pommern), Schinnwart, Schinnwatersbläer, Schinkrut (niederdeutsch), Schöllkrut (Mecklenburg), Schöllwurz, Groß Schwalbenkraut, Schwindwurz (Zillertal), Tackenkrut (Lübeck), Truddemälch (Siebenbürgen), Warzenkraut (Österreich) und Würzekrokt (Siebenbürgen).

## Inhaltsstoffe und ihre Wirkungen

### Beschreibung der Inhaltsstoffe
Das Schöllkraut enthält eine Reihe von Alkaloiden, von denen über 20 isoliert und chemisch identifiziert wurden. Die wichtigsten sind Berberin, Chelerythrin, Chelidonin, Coptisin, Spartein, Chelidoxanthin und Sanguinarin. Die Alkaloide sind sowohl in den oberirdischen Teilen der Pflanze als auch in der Wurzel vorhanden. Im Herbst konzentrieren sie sich in der Wurzel, die dann hochgiftig wird.

Strukturformel von Chelidonin
Strukturformel von Chelerythrin
Strukturformel von Sanguinarin
Strukturformel von Berberin
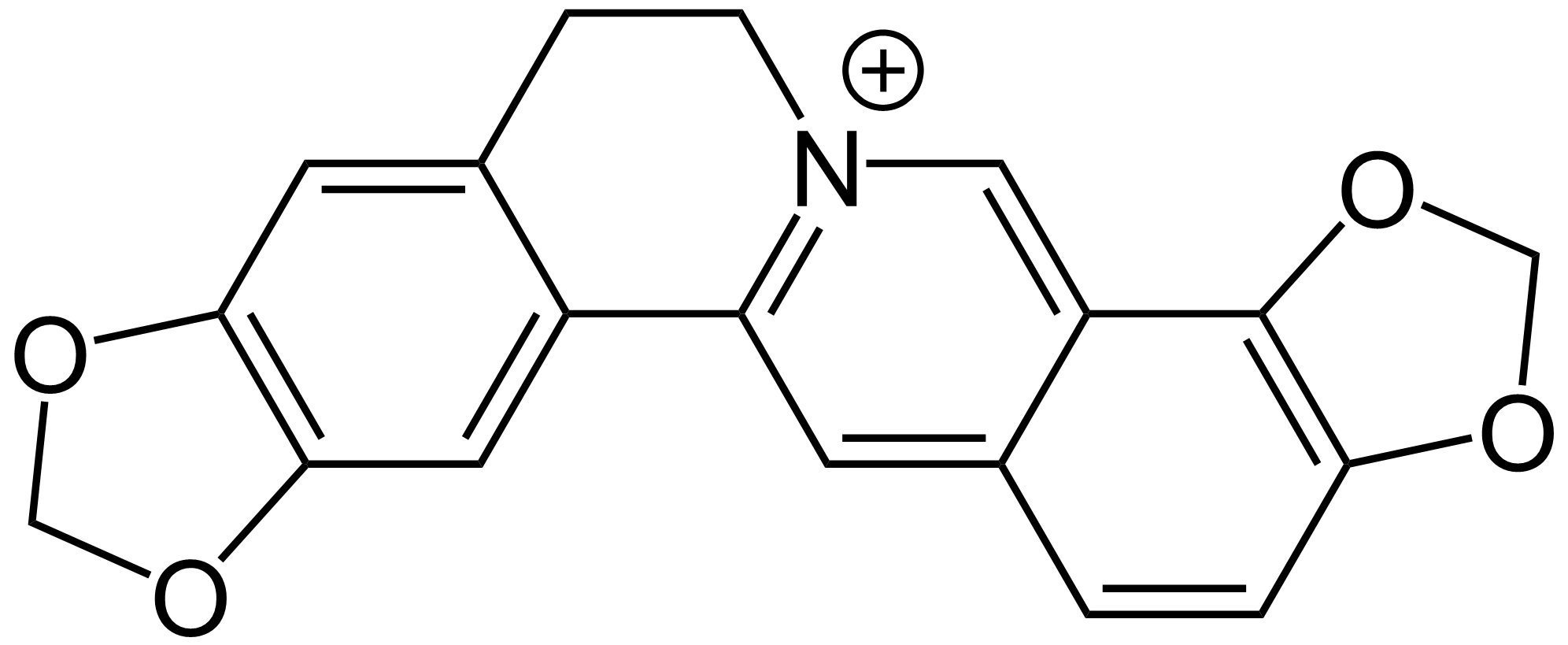
Strukturformel von Coptisin
Strukturformel von (−)-Spartein

(−)-Scoulerin ist die biogenetische Vorstufe der Hauptalkaloide

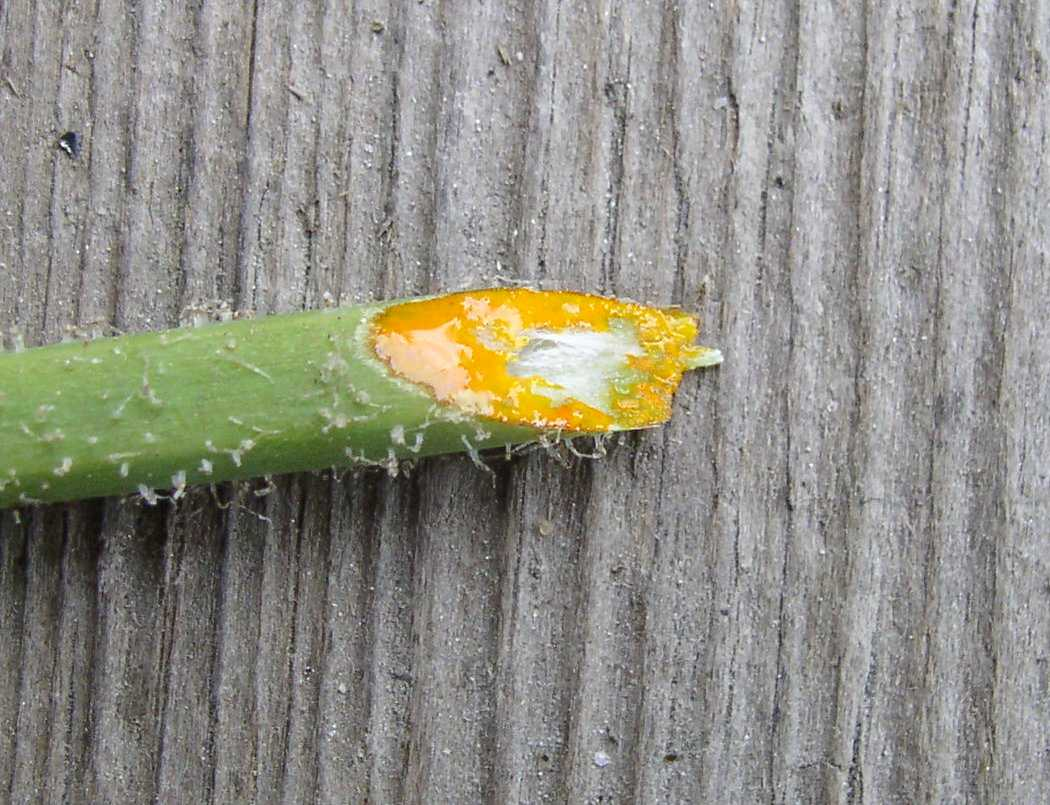
Angeschnittener Stängel mit ausgetretenem Milchsaft

Die Alkaloide gehören überwiegend, je nach chemischer Struktur dem Benzophenanthridin-, Protoberberin- oder Protopin-Typ an, die sich biogenetisch vom (−)-Scoulerin, einem Benzylisochinolin, ableiten. Unter ihnen ist Coptisin das Hauptalkaloid. Chelerythrin ist das am stärksten wirksame. Einige Alkaloidsalze sind gelb oder orange gefärbt und verleihen dem Milchsaft die charakteristische Farbe. Ferner enthält Schöllkraut proteolytische Enzyme im Milchsaft. Weitere Inhaltsstoffe der Pflanze sind organische Säuren wie Äpfel-, Citronensäure und Chelidonsäure sowie Kaffeesäureester und Flavonoide.

### Alkaloidanalytik
Die Identifizierung der Alkaloide ist durch Dünnschichtchromatographie oder Hochleistungsflüssigkeitschromatographie möglich.
Eine dünnschichtchromatografische Analyse der Schöllkrautalkaloide dient – neben der makroskopischen und mikroskopischen Untersuchung des getrockneten Krauts – der Identifizierung von Schöllkraut (Chelidonii herba) gemäß dem Europäischen Arzneibuch. Dazu wird eine nach Vorschrift bereitete Untersuchungslösung neben einer Methylrot und Papaverin enthaltenden Referenzlösung auf Kieselgel chromatografiert. Die erhaltene Zonenfolge aus der Untersuchungslösung wird im Vergleich mit derjenigen aus der Referenzlösung, nach Ansprühen mit Dragendorff-Reagenz und Natriumnitritlösung, beurteilt.
Pharmazeutische Qualitäten des Schöllkrauts müssen mindestens 0,6 Prozent Gesamtalkaloide enthalten, berechnet als Chelidonin. Die mengenmäßig vorherrschenden Chelidonium-Alkaloide enthalten Dioxymethylengruppen, aus denen mit starken Säuren (die Arzneibuchmethode schreibt Schwefelsäure vor) Formaldehyd abgespalten werden kann, der mit Chromotropsäure zu einem violett-roten Farbstoff reagiert. Dieser wird spektralphotometrisch bei 570 nm quantitativ gemessen. Mittels der „Spezifischen Absorption“ für Chelidonin wird auf die Menge umgerechnet („berechnet als Chelidonin“).
Die Schöllkrautwurzel (Chelidonii radix) ist im Europäischen Arzneibuch nicht monografiert.

### In-vitro- und In-vivo-Wirkungen
Schöllkrautextrakte wirken in vitro antiviral, antibakteriell, antimykotisch sowie entzündungshemmend und schwach giftig (zytotoxisch) auf menschliche Zellen, was auf den Gehalt an Chelidonin, Coptisin und Protopin zurückgeführt wird. Auch Chelerythrin und Sanguinarin wirken zytotoxisch. In vivo wurde eine schwache Wirkung gegen Influenzaviren festgestellt.
Als weitere Wirkungen isolierter Alkaloide werden genannt: krampflösend (spasmolytisch) an der glatten Muskulatur und zentral sedativ (Chelidonin und Protopin), galletreibend (Berberin), schwach analgetisch (Chelidonin), zentrallähmend und schleimhautreizend (Chelerythrin), AChE-hemmend (Sanguinarin).
Für Tiere ist frisches Schöllkraut zum Teil stark giftig. Vergiftungsfälle seien wegen des unangenehmen Geschmacks der Pflanze jedoch selten.

### Wirkungen in der medizinischen Anwendung
In der Volksmedizin wird der Saft der Pflanze äußerlich bei Hautkrankheiten wie Warzen verwendet, entweder nativ oder als Salbe („Glaucionsalbe“, lateinisch auch „Glaucina“). Als Wirkprinzip werden eiweißauflösende (proteolytische) und antivirale Mechanismen diskutiert. Der Saft sowie die Salbe können stark reizend wirken. Wird jedoch der Saft mehrere Tage auf eine Warze aufgetragen, kann diese vollständig verschwinden. Die Färbung beginnt nach kurzer Zeit und mehrmaligem Händewaschen zu verblassen. Der Nutzen ist jedoch nur unzureichend durch klinische Studien dokumentiert.
Wegen der papaverinartigen, leicht spasmolytischen und cholagogen Wirkungen der Chelidonium-typischen Alkaloide werden bzw. wurden Zubereitungen aus der Krautdroge innerlich bei krampfartigen Beschwerden im Magen-Darm-Trakt und im Bereich der Gallenwege eingesetzt.
Studien zur Pharmakokinetik nach oraler Gabe zeigen, dass hohe Konzentrationen an Chelidonium-Alkaloiden im Stuhl und nur niedrige Konzentrationen in der Leber auftreten. Eine Anreicherung in der Leber wurde nicht beobachtet. Die Ausscheidung über die Niere ist gering. Die Befunde deuten darauf hin, dass eine schlechte Resorption, nicht jedoch ein hoher First-Pass-Effekt hauptsächlich für die geringe systemische Bioverfügbarkeit verantwortlich ist. Insbesondere die Resorption der quartären Alkaloide (Chelerythrin, Sanguinarin) wird als sehr gering eingeschätzt.
Eine medizinische Wirksamkeit für Dosierungen mit einer Zufuhr von 2,5 Milligramm Schöllkraut-Gesamtalkaloide oder weniger ist nicht hinreichend belegt.
Unerwünschte Wirkungen
Nach der dermalen Anwendung von Chelidonium majus zur Warzenbehandlung ist das Auftreten von Kontaktdermatitis beobachtet worden, die nach Therapieabbruch zurückging.
Das Verschlucken der Pflanzenteile führt in größeren Mengen zu schweren Reizungen des Magen-Darm-Trakts. Entsprechend äußern sich die Symptome in Brennen, Schmerzen, vermehrtem Speichelfluss, Erbrechen, blutigen Durchfällen, Schwächegefühl in Armen und Beinen, Schwindel und Kreislaufstörungen wie etwa beschleunigtes Atmen und erhöhte Pulsfrequenz. In schweren Vergiftungsfällen kann es zum Tod durch Kreislaufversagen kommen.
Schöllkraut steht im Verdacht, nach innerlicher Anwendung therapeutischer Dosen dosisabhängig toxische Leberschäden (Hepatitis, Cholestase bis hin zum Leberversagen) hervorzurufen. Seit 1993 wurden neue Verdachtsmeldungen über Leberschädigungen durch schöllkrauthaltige Zubereitungen bekannt.
Ein Wandel in der Beurteilung des Nutzen-Risiko-Verhältnisses zeigt sich in den Dokumenten, die für Firmen und Behörden zur Vereinfachung von Zulassungsverfahren erstellt wurden. Nach Veröffentlichung der Positiv-Monografie der Kommission E im Jahr 1985, in der Schöllkraut und seine Zubereitungen – mittlere Tagesdosis 2-5 g Droge bzw. 12-30 Milligramm Gesamtalkaloide – zur Behandlung von krampfartigen Beschwerden im Bereich der Gallenwege und des Magen-Darm-Traktes positiv beurteilt wurden, folgte 2003 die Verabschiedung einer Monografie durch die European Scientific Cooperative on Phytotherapy (ESCOP). Auch sie bewertete das Nutzen-Risiko-Verhältnis positiv in der Indikation „leichte Krämpfe im oberen Magen-Darm-Trakt, leichte Gallenbeschwerden sowie dyspeptische Beschwerden wie Blähungen“ und bezieht sich dabei auf Zubereitungen für Erwachsene und Kinder ab 12 Jahren mit einer mittleren Tagesdosis von 1,2–3,6 Gramm zerkleinerter Arzneidroge als Teeaufguss sowie verschiedene Extrakte, darunter ein standardisierter Auszug mit 9–24 Milligramm Gesamtalkaloiden (berechnet als Chelidonin).
Der Ausschuss für pflanzliche Arzneimittel (HMPC) der Europäischen Arzneimittelagentur hingegen stufte 2011 das Nutzen-Risiko-Verhältnis von Schöllkraut in Zubereitungen zur innerlichen Anwendung als negativ ein: Die Datenlage sei für eine „well-established-use“-Indikation („allgemeiner medizinischer Gebrauch“) für Monopräparate aus Schöllkraut nicht ausreichend. Selbst wenn man eine Tagesdosis von unter 2,5 mg Gesamtalkaloide als unbedenklich in Betracht ziehe, bleibe dennoch der Nutzen fragwürdig. Eine „traditionelle Anwendung“ sei zwar belegt, werde aber wegen der zahlreichen Berichte über potenzielle Leberschädigungen nicht befürwortet. Es könne daher keine europäisch harmonisierte Monographie erstellt werden.
Das Bundesinstitut für Arzneimittel und Medizinprodukte hatte 2005 aufgrund von Meldungen hepatotoxischer Reaktionen ein Stufenplanverfahren initiiert mit dem Ziel, die zulässige maximale Tagesdosis für die Gesamtalkaloide von 2,5 mg auf 0,0025 mg (d. h. 2,5 Mikrogramm) herabzusetzen und die Zulassung von Arzneimitteln mit höherer Dosis zurückzuziehen. Der Sicherheitsfaktor 1000 zur nach Studien unbedenklichen Tagesdosis von 2,5 mg Gesamtalkaloiden wurde mit unzureichender Relevanz der Studien für die Langzeitwirkung beim Menschen begründet. Den vorgeschlagenen Grenzwert hatte die Behörde nicht aus den vorliegenden Nebenwirkungsmeldungen abgeleitet, sondern mit in-vitro-Daten an Rattenhepatozyten begründet. Im April 2008 erging der Stufenplanbescheid des BfArMs, mit welchem es jedoch von dem ursprünglichen Plan insofern abwich, als dass die Zulassung von schöllkrauthaltigen Arzneimitteln mit einer höheren täglichen Zufuhr von nun 2,5 Milligramm Gesamtalkaloiden (berechnet als Chelidonin) widerrufen werde, bei einer Dosierungsangabe zwischen 2,5 Mikrogramm und 2,5 Milligramm Gesamtalkaloide pro Tag jedoch Warnhinweise in den Beipackzettel aufzunehmen seien.
Schöllkrautbestandteile sollen ferner im umstrittenen Krebsmittel Ukrain enthalten sein.

## Geschichte

### Etymologie
Schöllkraut (älter auch Schelkraut) geht auf mittelhochdeutsch schëlkrūt, genannt auch schëlwurz, zurück.
Die Bezeichnung „Chelidonium“ wurde erstmals von Dioskurides und von Plinius erwähnt. Sie unterschieden zwischen einem „großen Chelidonium“ und einem „kleinen Chelidonium“. Gemäß Dioskurides und Plinius leitet sich der Name vom griechischen Wort χελιδών chelidon, deutsch ‚Schwalbe‘, ab und bezieht sich darauf, dass das Chelidonium beim Eintreffen der Schwalben zu blühen beginnt und beim Wegflug der Schwalben verwelkt. Genaust vermutete 1976 hingegen, dass die ursprüngliche Benennung wahrscheinlich auf Grund der gemeinsamen graublauen Farbe bestimmter Schwalbenarten und einer „herba chelidonia“ (vgl. mittellateinisch celidonia, später auch chelidonia für „Schöllkraut“) erfolgte. „Doch bleiben auch andre Wege der Deutung“.
Im Gart der Gesundheit (1485), im Kleinen Destillierbuch des Hieronymus Brunschwig (1500) und von den Vätern der Botanik wurde das „kleinere Chelidonium“ als Scharbockskraut (Ficaria verna), das „große Chelidonium“ als Schöllkraut (Chelidonium majus) gedeutet. Mit chelidonia minor kann in der Antike und im Mittelalter auch die Gelbwurz oder eine Hornmohn-Art wie Roter Hornmohn oder Gelber Hornmohn (Chelidonium Glaucium) bezeichnet worden sein.

### Antike – Spätantike
Dioskurides und Plinius berichteten, dass die Schwalben mit dem Saft des chelidonion ihre erblindeten Jungen heilen. Der mit Honig vermischte Saft des „großen Chelidonium“ galt als Mittel gegen „Verdunkelung der Augen“. Die Wurzel sollte, wenn sie gekaut wurde, Zahnschmerz lindern. Mit Weißwein und Anis wurde sie zur Behandlung von Gelbsüchtigen („icterici sive auriginosi“) (vgl. Signaturenlehre) eingenommen. Großes und kleines Chelidonium dienten äußerlich angewendet zur Behandlung von Hauterkrankungen, das „kleine Chelidonium“ aber besonders als äußerlich anzuwendendes, nekrotisierend wirkendes Ätzmittel. Diese Indikationen wurden von späteren Autoren übernommen. Auch außerhalb der Fachprosa wurden die bei Dioskorides genannten Indikationen erwähnt.

### Mittelalter

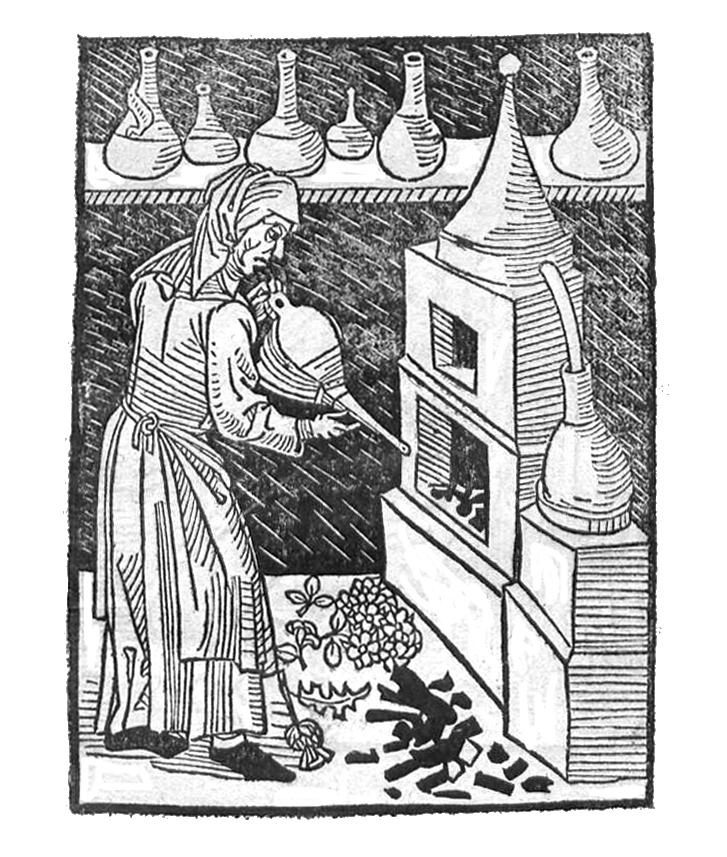
Büchlein von den ausgebrannten Wässern. Titelbild. 15. Jahrhundert

Auch die Ärzte des arabischen Mittelalters zitierten aus den Werken des Dioskurides.
In der Hildegard von Bingen (12. Jahrhundert) zugeschriebenen Physica wurde dargelegt, dass das Schöllkraut ein „dunkles und herbes Gift“ in sich trage, das dem Menschen mehr schädlich als nützlich sei. Mit altem Schmalz vermengt äußerlich aufgestrichen könne der Schöllkrautsaft aber innere Geschwüre heilen.
Im Deutschen Macer (13. Jahrhundert) wurde als weitere Anwendung des Schöllkrauts angegeben: „Die wurzele gestossen mit essige unde das mit wisem wine genutzet hilfet di kichenden unde růmet di brust.“
In den Druckfassungen des dem Wiener Arzt Michael Puff zugeschriebenen Büchleins von den ausgebrannten Wässern, die ab 1477 bis weit ins 16. Jahrhundert in rascher Folge erschienen, wurde für das aus Schöllkraut gewonnene Gebrannte Wasser eine neue Indikation angegeben: „Es iſt auch gůt getruncken für die bermůter.“ In den vor den Drucken erschienenen Manuskripten, die als Vorlage für das gedruckte „Büchlein von den ausgebrannten Wässern“ dienten, war dieser Zusatz nicht enthalten. Stattdessen stand dort, dass die Schwalbenmutter die Augen ihrer Jungen mit dem Saft des Schöllkrauts heile. Der Name bermutter bezeichnete im 15. und 16. Jahrhundert Menstruationsbeschwerden („Die Gebärmutter steigt nach oben und erzeugt Schmerzen im Bauch“), aber auch allgemein krampfartige Schmerzen im Bauch bei Frauen und bei Männern, bei Jungen und bei Alten.
Ab der zweiten Hälfte des 15. Jahrhunderts lässt sich auch eine Empfehlung nachweisen, nach der blühendes Schöllkraut zusammen mit Kreuzkümmel in einen siebenfach destillierten Wein eingelegt werden sollte. Eine kleine Menge der so erhaltenen Tinktur sollte mit zwei Dritteln Wein vermischt an jedem Morgen eingenommen werden. Dieser Trank sollte zur Krankheitsvorbeugung dienen und ein langes Leben in Gesundheit bewirken. Neben dem Goldenen Frauenhaarmoos und dem Sonnentau diente besonders das Schöllkraut manchen Alchemisten zur Darstellung der Materia prima und des Aurum potabile. Auswahlkriterium war die gold-gelbe Farbe des Schöllkrautsafts. Sie interpretierten den Namen «chelidonium» als «donum coeli – himelisch gab». Im Mittelalter fand der gelbe Saft des Schöllkrauts im Rahmen der Signaturenlehre Verwendung als Arzneimittel bei Gelbsucht. Auch für den Einsatz von Schöllkrautsamen gab es Indikationen.
Quellen des Lateinischen Mittelalters:

### Neuzeit

#### 16. Jahrhundert

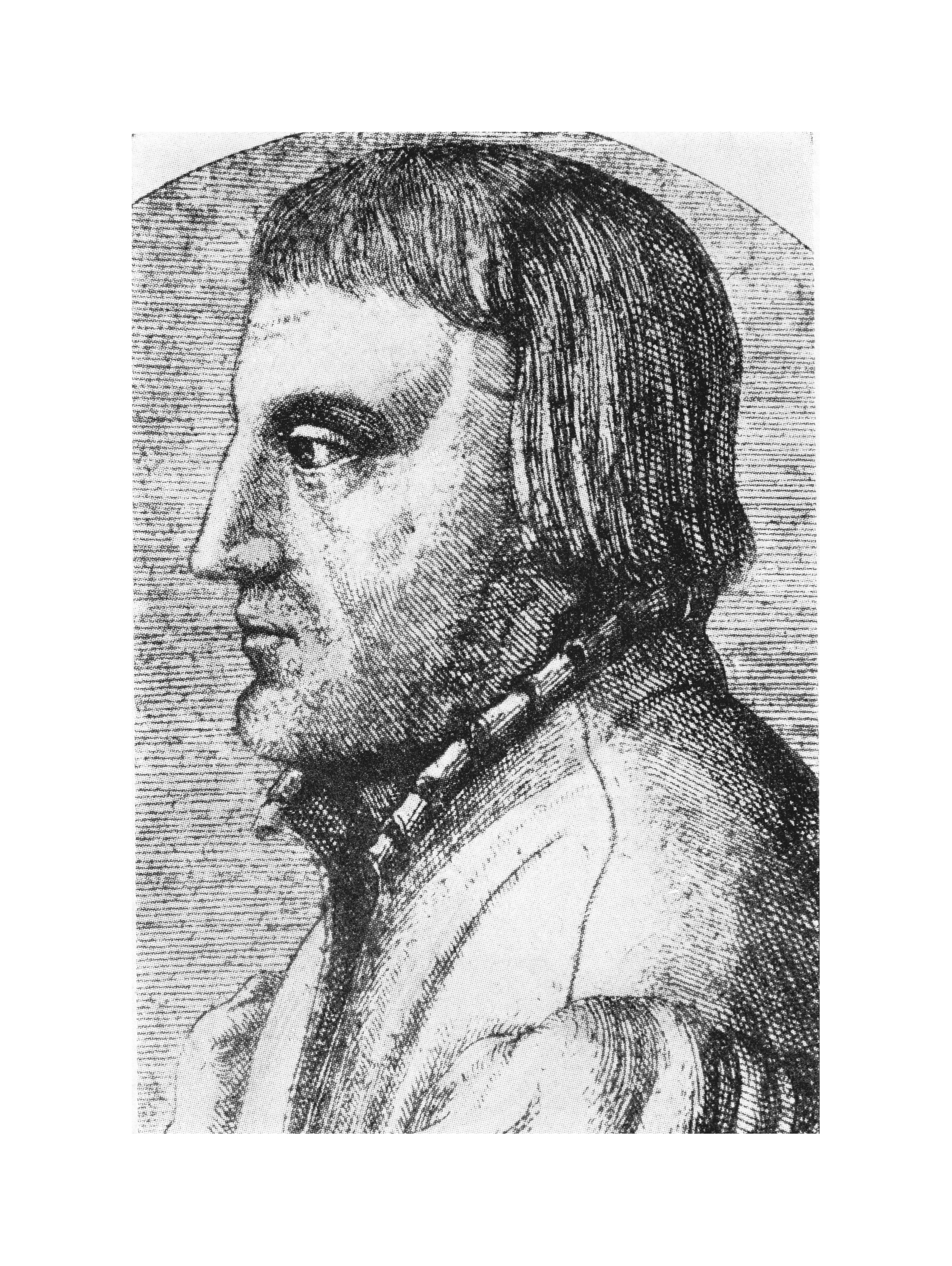
Hieronymus Bock (1498–1554)

Auch von den Vätern der Botanik wurde das „kleinere Chelidonium“ als Scharbockskraut (Ficaria verna), das „große Chelidonium“ als Schöllkraut (Chelidonium majus) ausgelegt. Von ihren Vorgängern übernahmen sie die Indikationen für das Schöllkraut. Hieronymus Bock teilte diese Indikationen ein in:
- Innerlich: zur Lebereröffnung bei Gelbsucht, zur Heilung von ansteckenden Krankheiten („pestilentz“)
- Äußerlich: als Augenmittel, gegen Flecken im Gesicht und „pestilentzblattern“, zum Ableiten von durch Gelenkentzündungen oder Verletzungen entstandenen serösen bzw. fibrinösen Exsudaten („gliedwasser“),[68][69][70] zur Behandlung von schlecht heilenden Wunden („fisteln“ und „krebs“),[71] Zahnweh, Bauchgrimmen, Warzen in der Anal- und Genitalregion („feigwartzen“)

Quellen des 16. Jahrhunderts (Auswahl):

#### 17. und 18. Jahrhundert
1768 schrieb Jacques-Christophe Valmont de Bomare in der Neubearbeitung seines Dictionnaire raisonné:
„Diese Pflanze, 4 bis 5 onces [ca. 120 bis 150 g] als Aufguss in Wasser oder Molke zubereitet und eingenommen, wirkt harntreibend [- diurétique -] und sie eignet sich zur Lösung von Verstopfungen der Milz, der Leber und der Harnleiter und besonders um die Gelbsucht zu heilen, die durch Eindickung der Lymphe in den Gefäßen entstanden ist. (Das Schöllkraut heilt die Gelbsucht also dadurch, dass sie die Galle in den Gallengängen flüssig macht.) Man behauptet auch, dass der Gebrauch des Schöllkrauts schädlich ist wenn die Gelbsucht durch eine Leberentzündung, oder durch eine akute Erkrankung wie Krämpfe oder durch den Biss einer Viper verursacht wurde. Es wird auch behauptet, dass der eingenommene Saft des Schöllkrauts Gift durch den Schweiß austreibe. Man darf davon aber nur mäßig viel einnehmen, denn der Saft ist so scharf, dass er oft schreckliche Symptome hervorruft.“
Weitere Quellen des 17. und 18. Jahrhunderts (Auswahl):

#### 19. Jahrhundert

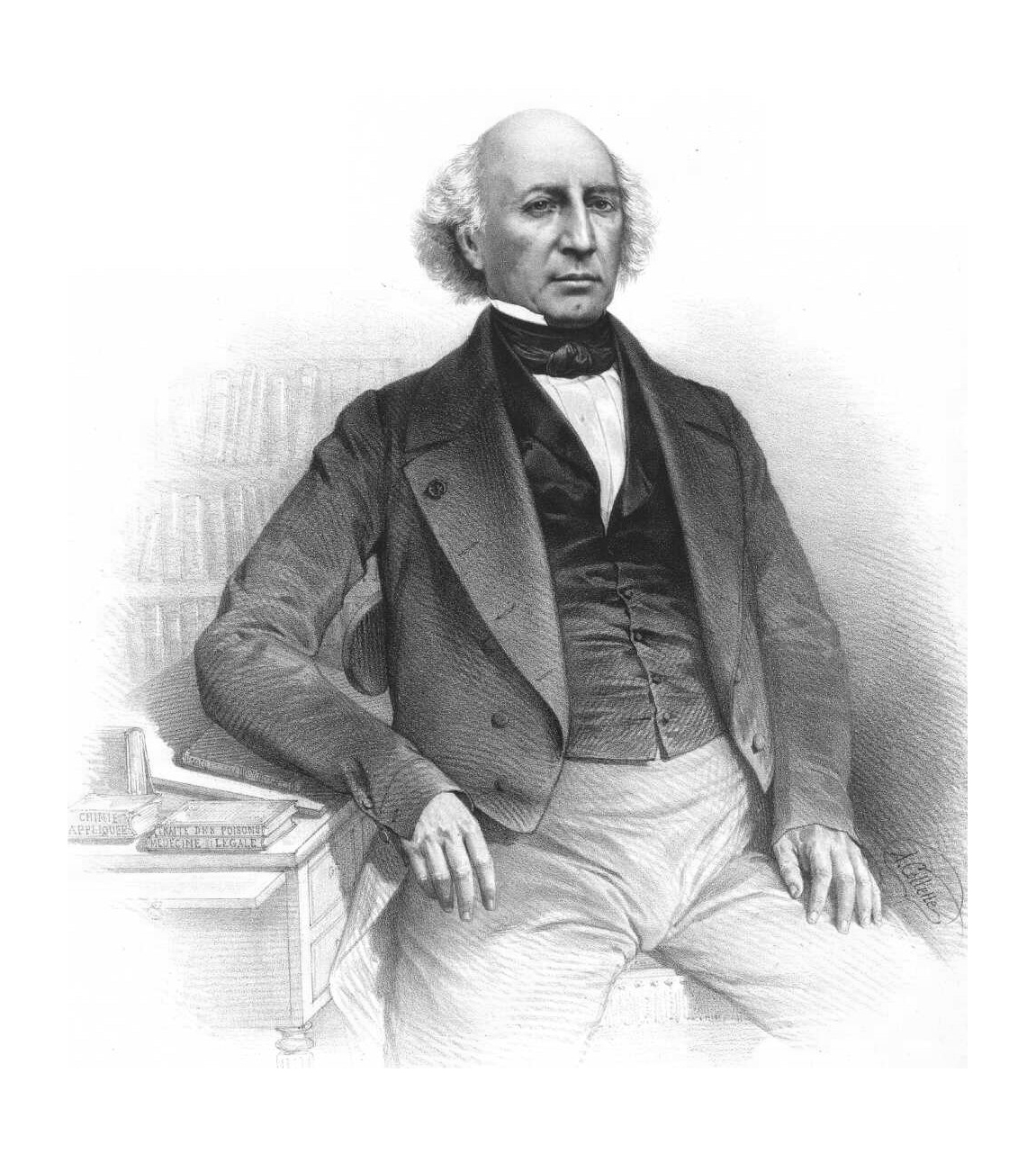
Mathieu Orfila (1787–1853)

Mathieu Orfila, der Begründer der modernen Toxikologie, berichtete 1815 über Versuche, bei denen er Hunden wässrige Extrakte oder den Saft aus Schöllkrautblättern innerlich sowie äußerlich verabreichte. Orfila erkannte, dass Schöllkraut und sein Extrakt sowohl bei innerer und äußerer Anwendung in den von ihm verwendeten Dosierungen heftige Anfälle mit Todesfolge verursachen. Außerdem stellte er fest, dass Schöllkraut und seine Zubereitungen auch auf die Lunge einwirken. Ab dem zweiten Drittel des 19. Jahrhunderts wurden die neu entdeckten Inhaltsstoffe des Schöllkrauts, vor allem dessen Alkaloide, Gegenstand toxikologischer Untersuchungen.
Chelidonin. 1824 bemerkte der Pariser Chemiker J. P. Godefroy bei der Untersuchung des Schöllkrauts ein Alkaloid, das er „chélidonine“ nannte. Als Leo Meier in Königsberg 1827 die von Godefroy angegebenen Analyseschritte wiederholte, fand er jedoch kein Alkaloid. Die Entdeckung des Chelidonins wurde so J. M. A. Probst zugesprochen, der es 1839 rein darstellte. Der Apotheker Reuling in Umstadt stellte 1839 nach einem Selbstversuch fest: „Chelidonin besitzt wenig oder gar keine narkotische Wirkung. Fünf Gran [ca. 0,3 g] schwefelsaures Chelidonin eingenommen erzeugen lediglich einen bitter salzigen kratzenden scharfen Geschmack“.
Chelerythrin – Sanguinarin. 1839 stellte J. M. A. Probst aus dem Schöllkraut und aus dem Gelben Hornmohn das Alkaloid Chelerythrin dar. 1842 gab Jacob Heinrich Wilhelm Schiel (1813–1889) an, dass das 1828 durch den amerikanischen Chemiker James Freeman Dana (1793–1827) aus der Wurzel des Kanadischen Blutkrauts (Sanguinaria canadensis) dargestellte Sanguinarin identisch mit dem Chelerythrin von Probst sei. 1869 erprobte Ludwig Weyland Sanguinarin (Chelerythrin) im Tierversuch am Frosch. Nach Husemann (1871 und 1883) bewirkte das als Chelerythrin bzw. Sanguinarin bezeichnete Alkaloid zu 0,06 g beim Menschen Erbrechen, und tötete zu 0,001 g subcutan Frösche und zu 0,02 g Kaninchen. Als Vergiftungserscheinungen resultierten Adynamie und klonische oder selbst tonische Krämpfe. Der Tod erfolgte durch Lähmung des Atemzentrums. Auf Pulsfrequenz und Blutdruck wirkten kleine Dosen steigernd, große herabsetzend durch lähmende Einwirkung auf das vasomotorische Zentrum und das Herz.
Chelidonsäure. Bei der Untersuchung des Krauts und der Wurzel des Schöllkrauts entdeckte J. M. A. Probst 1839 die Chelidonsäure. Lerch (1846), Hutstein (1851) und Wilde (1863) veröffentlichten in der Folge die Ergebnisse ihrer Forschungen zu dieser Pflanzensäure.
Der Berliner Arzt Emil Osann gab 1831 für die medizinische Verwendung des Schöllkrauts folgende Formen und Dosierungen an:
1. meist als Extrakt aus dem Kraut (Chelidonii herba) in Wasser gelöst oder in Pillenform.
Nach der dritten Ausgabe des amtlichen Preußischen Arzneibuchs (Pharmacopoe) von 1804 wurde der Schöllkrautextrakt nur mit Wasser als Auszugsmittel gewonnen. Ab der vierten Ausgabe wurde die Anweisung zur Zubereitung des Schöllkraut-Extrakts so verändert, dass nach Auspressen des mit Wasser vermischten Saftes Weingeist zugefügt werde. Damit wurde der Extrakt wässrig-alkoholisch. Auch in dem 1872 erschienenen Deutschen Arzneibuch wurde eine Vorschrift für die Herstellung eines wässrig-alkoholischen Schöllkraut-Extrakts angegeben.
Die empfohlenen Dosierungen wurden sehr unterschiedlich angegeben. Für den wässrigen Extrakt empfahlen Pfaff (1821) eine Dosierung von fünf bis zehn Gran (ca. 0,3 bis 0,6 g) und Link / Osann (1831) eine Dosierung von einer halben bis zu einer ganzen Drachme (ca. 1,8 bis 3,6 g).
Der Extrakt wurde innerlich angewendet bei „Stockungen im Leber- und Pfortadersystem“ mit Verhärtung der Leber, Gallensteinen, Hämorrhoidalbeschwerden …, bei „Wassersuchten durch Stockungen und Schwäche der Organe des Unterleibs“, bei „drei- und viertägigen Wechselfiebern“ und bei Hautausschlägen („scrophulösen und venerischen Dyskrasien“)
2. seltener der frisch ausgepresste Saft aus dem Kraut und/oder aus der Wurzel.
Die Dosis betrug nach Link / Osann (1831) täglich zwei- bis dreimal ein Skrupel (ca. 1,2 g) bis eine Drachme (ca. 3,6 g) zusammen mit anderen pflanzlichen Mitteln (Löwenzahn, Erdrauch, Kriech-Quecke) als Frühlingskur zur „Blutreinigung“
Außerdem wurde der frisch ausgepresste Schöllkraut-Saft bei Warzen und Feigwarzen angewendet.
Das frische Kraut diente als Umschlag zur Behandlung von „schlaffen Geschwüren“ und zur Resorption von Fußödemen.
Eine aus dem Schöllkraut dargestellte Tinctura Chelidonii war ein Hauptlebermittel der Rademacherschen Schule und wurde zu 5–20 Tropfen 3–4 Mal täglich verabreicht.

#### 20. bis 21. Jahrhundert
Schöllkraut steht im Verdacht, dosisabhängig toxische Leberschäden (Hepatitis, Cholestase bis hin zum Leberversagen) hervorzurufen. Erste Verdachtsmeldungen auf durch schöllkrautextrakthaltige Arzneimittel hervorgerufene Leberentzündungen wurden 1993 bekannt und 1998 bekanntgegeben. Siehe dazu die folgende Tabelle der Chronologie der Nebenwirkungsmeldungen und ihrer Begleitumstände:
| Behörde – Institution – Firma                               | Chronologie der Nebenwirkungsmeldungen und ihrer Begleitumstände |
| Kommission E des ehemaligen Bundesgesundheitsamtes          | Im Mai 1985 veröffentlichte die Kommission E des ehemaligen Bundesgesundheitsamtes eine Positiv-Monographie zum Schöllkraut (Chelidonii herba), in der das Kraut und seine Zubereitungen zur Behandlung von krampfartigen Beschwerden im Bereich der Gallenwege und des Magen-Darm-Traktes zugelassen wurden, wobei Gegenanzeigen, Nebenwirkungen und Wechselwirkungen als „nicht bekannt“ angegeben wurden. |
| Arzneimittelkommission der deutschen Ärzteschaft (AkdÄ)     | Im Oktober 1998 informierte die Arzneimittelkommission der deutschen Ärzteschaft darüber, dass seit 1993 acht Fälle von Hepatitis nach Verabreichung von schöllkrautextrakthaltigen Präparaten in ihrer Datenbank registriert wurden und somit der Verdacht einer medikamentös-toxischen Ursache geäußert werden müsse. |
| Arzneimittelkommission der deutschen Ärzteschaft            | Im November 2002 lagen der Arzneimittelkommission der deutschen Ärzteschaft in ihrer Datenbank für unerwünschte Arzneimittelwirkungen (UAW) über 60 Meldungen zu Chelidonium-Präparaten, dabei über 40 mit Bezug zu „Leberschäden“ vor. In einem Fall wurde von tödlichem Leberversagen berichtet. Da für die von Chelidonium-Präparaten beanspruchten Wirkungen effektivere Substanzen zur Verfügung ständen, riet die Arzneimittelkommission von der Verwendung von Schöllkraut-Extrakten ab. |
| Bundesinstitut für Arzneimittel und Medizinprodukte (BfArM) | Im April 2008 ordnete das Bundesinstitut für Arzneimittel und Medizinprodukte an, dass die Zulassung von Schöllkraut-haltigen Arzneimitteln, bei denen nach der Dosierungsanleitung im Beipackzettel mehr als 2,5 Milligramm Gesamtalkaloide (berechnet als Chelidonin) pro Tagesdosis verabreicht werden können, widerrufen werde. Bei einer Dosierungsanleitung im Beipackzettel zwischen 2,5 Mikrogramm und 2,5 Milligramm seien ausführliche Warnhinweise in den Beipackzettel aufzunehmen. Die Firma Steigerwald Arzneimittel legte gegen diese Anordnung Widerspruch ein und passte die Gebrauchsinformation ihres Magen-Darm-Mittels „Iberogast“ nicht entsprechend an. |
| Firma Steigerwald Arzneimittel                              | Im Mai 2008 teilte die Firma Steigerwald mit, dass in der als Tagesdosis empfohlenen Menge von 60 „Iberogast“-Tropfen 0,25 Milligramm Gesamtalkaloide eingenommen wurden. |
| Europäische Arzneimittel-Agentur (EMA)                      | In ihrem im September 2011 veröffentlichten Beurteilungsbericht bescheinigte die Europäische Arzneimittel-Agentur EMA dem Schöllkraut und den daraus hergestellten Zubereitungen allgemein ein negatives Nutzen-Schaden-Verhältnis und empfahl eine Einschränkung des zu behandelnden Personenkreises und der Menge der zu empfehlenden Tagesdosen. Dies gelte auch für Tagesdosen unter 2,5 Milligramm Gesamtalkaloide. |
| Die Firma Bayer übernimmt die Firma Steigerwald             | Im Juli 2013 wurde der Phytopharmaka-Hersteller Steigerwald und damit auch dessen Produkt „Iberogast“ von der Bayer AG übernommen. |
| Swissmedic                                                  | Im Januar 2018 hat das Schweizerische Arzneimittelinstitut Swissmedic einen Warnhinweis auf Leberschäden wie akutes Leberversagen und Hepatitis in den Beipackzettel und in die Fachinformation des schöllkrauthaltigen Medikaments „Iberogast“ aufnehmen lassen. |
| Firma Bayer Vital GmbH                                      | Im September 2018 fügte auch die Herstellerfirma Bayer Vital GmbH ausführliche Warnhinweise in den Beipackzettel von „Iberogast“ ein. Im Juni 2019 nahm die Kölner Staatsanwaltschaft Ermittlungen gegen unbekannt auf. Anlass war ein im Frühjahr 2018 aufgetretener Todesfall, der in Verbindung mit der Einnahme von „Iberogast“ gebracht wurde. Es war fraglich, ob dieser Todesfall durch frühere Information auf dem Beipackzettel hätte verhindert werden können. |

### Historische Abbildungen
Großes Chelidonium (Chelidonium majus)

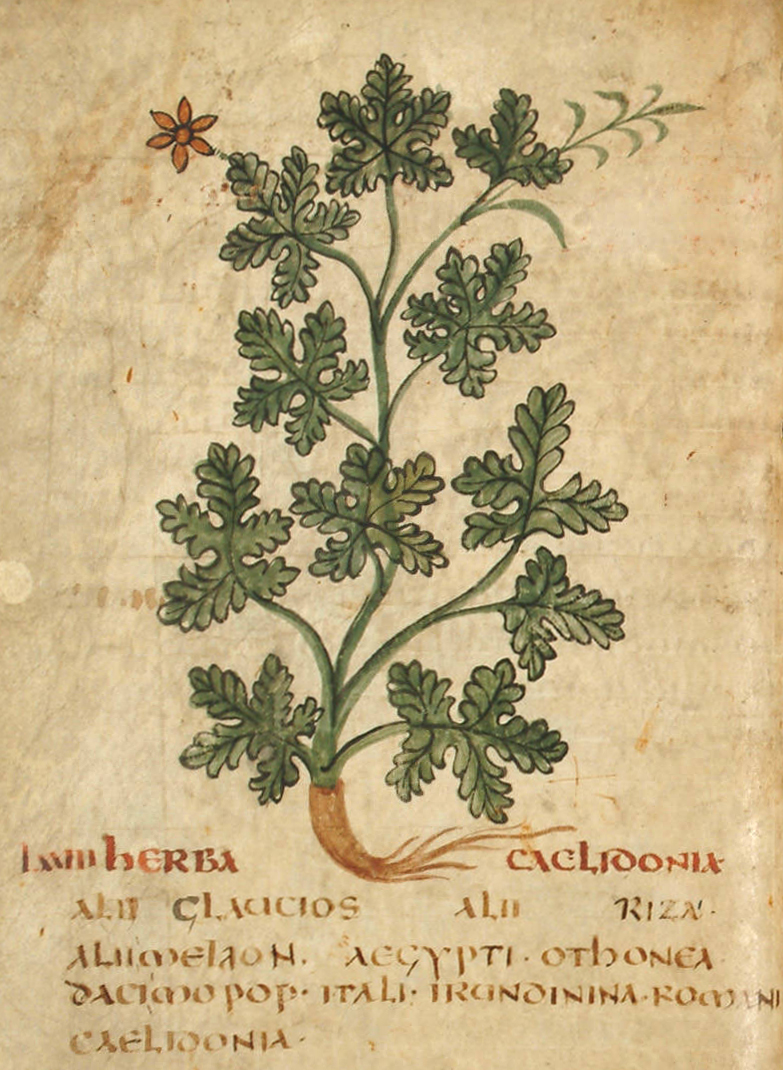
Pseudo-Apuleius Leiden 6. Jahrhundert
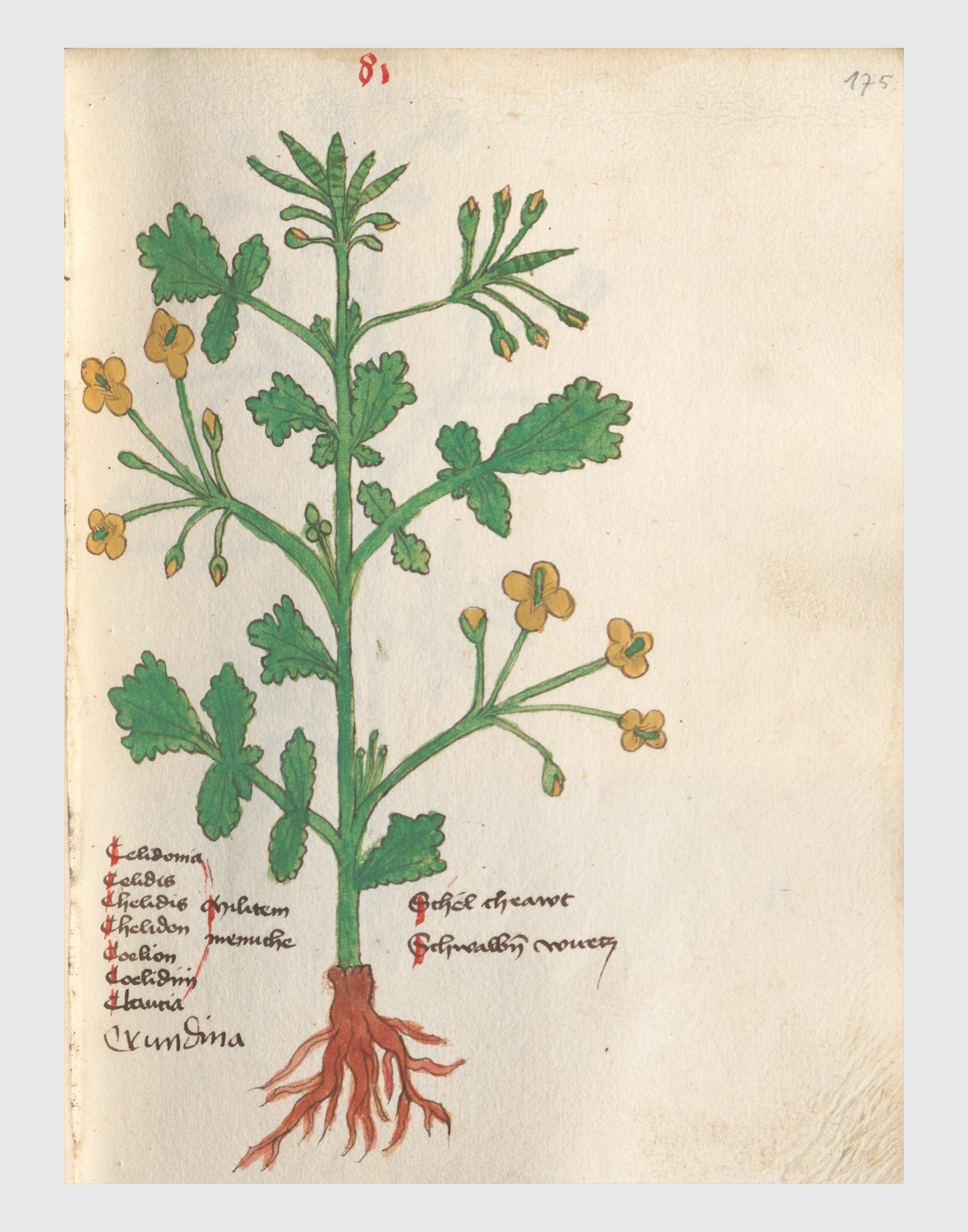
Vitus Auslasser 1479
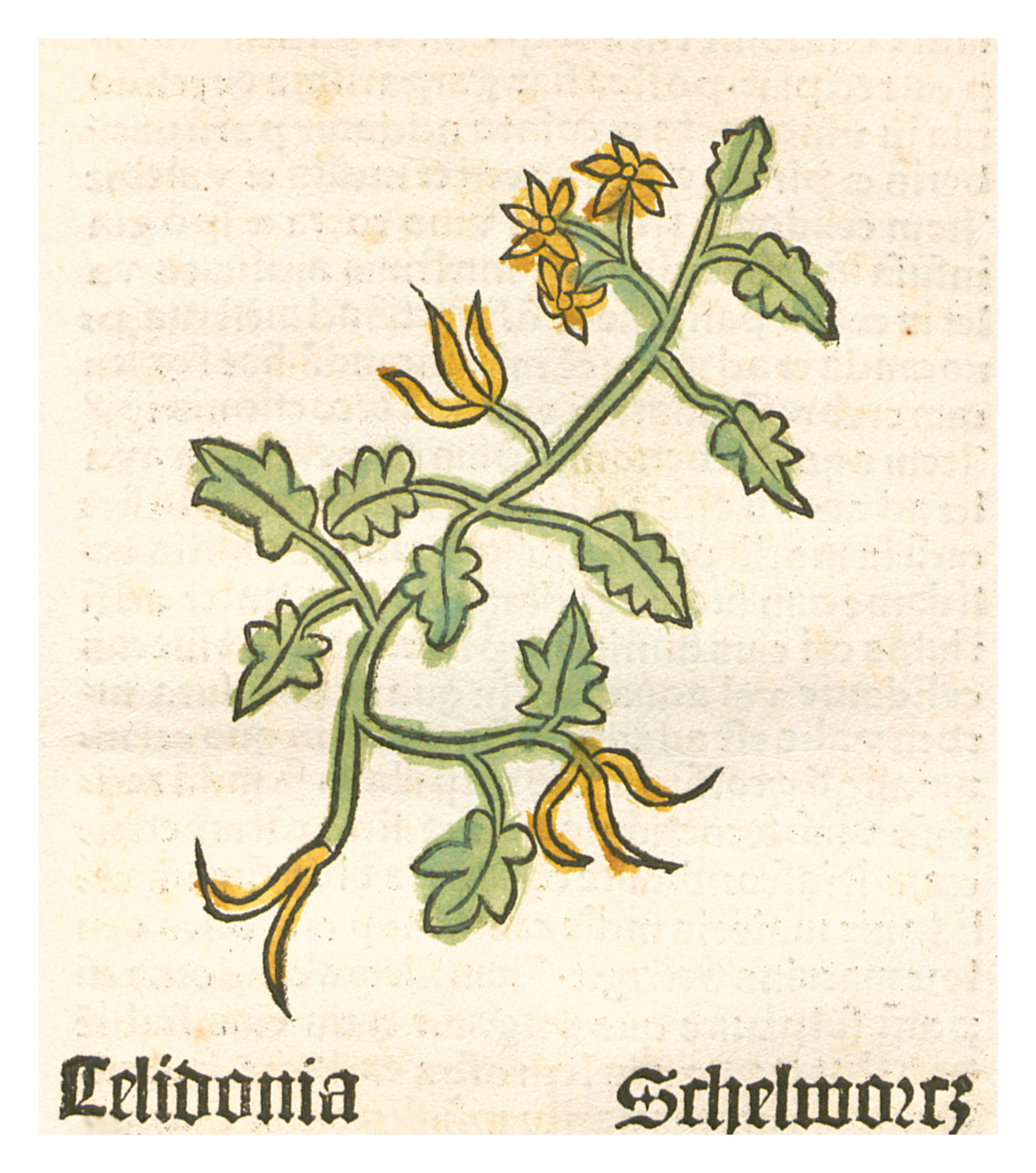
Herbarius Moguntinus 1484
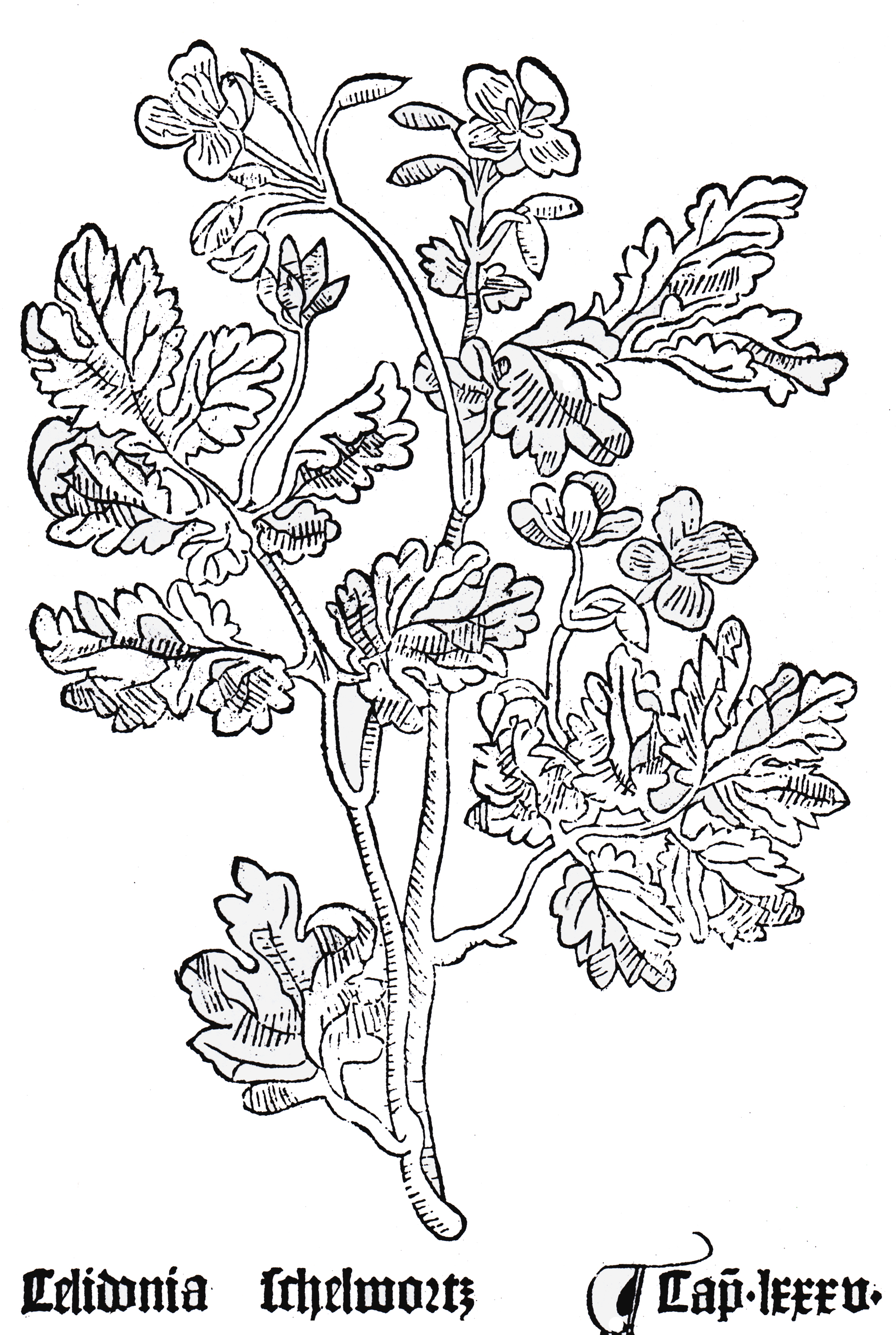
Gart der Gesundheit 1485
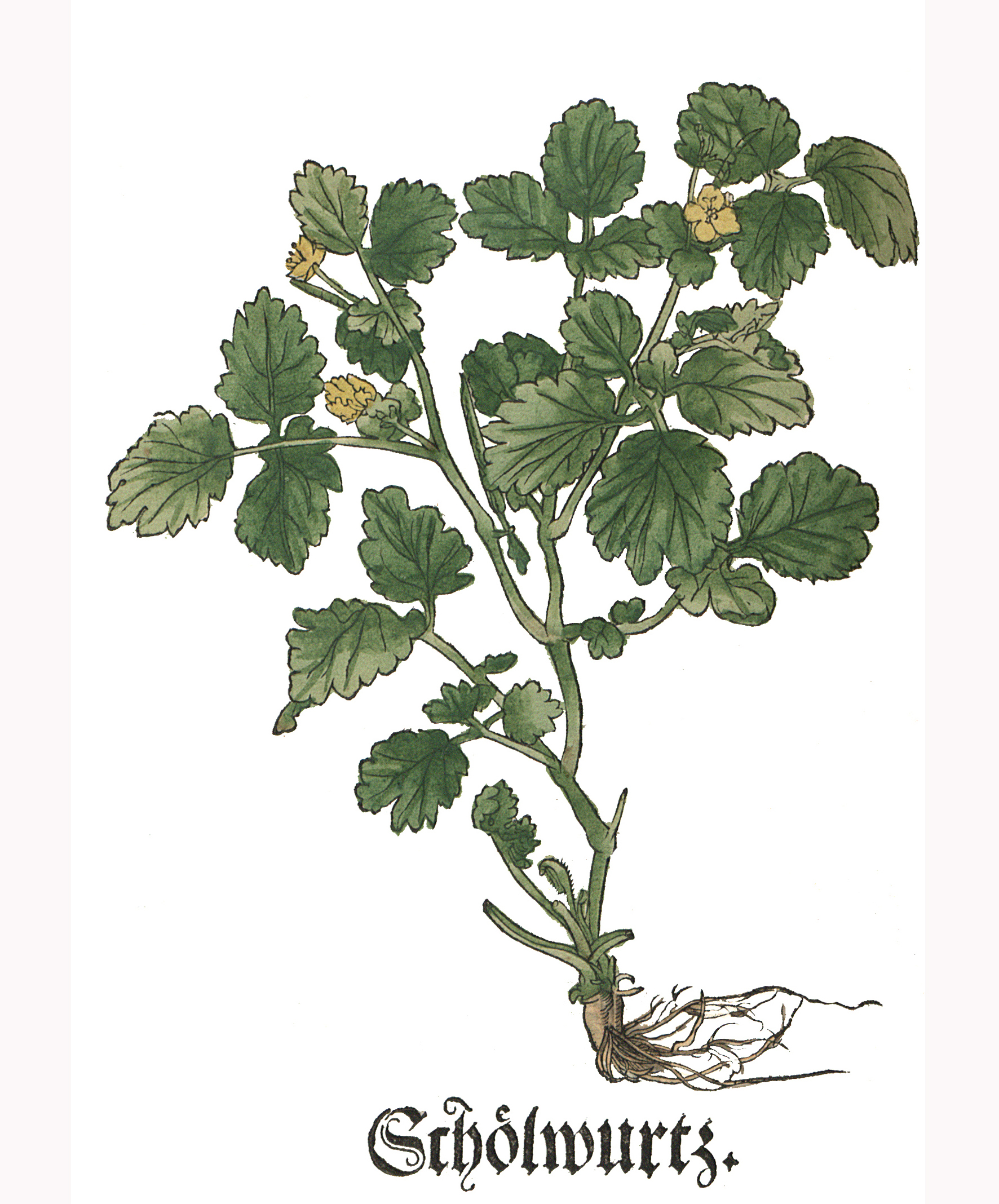
Otto Brunfels 1532
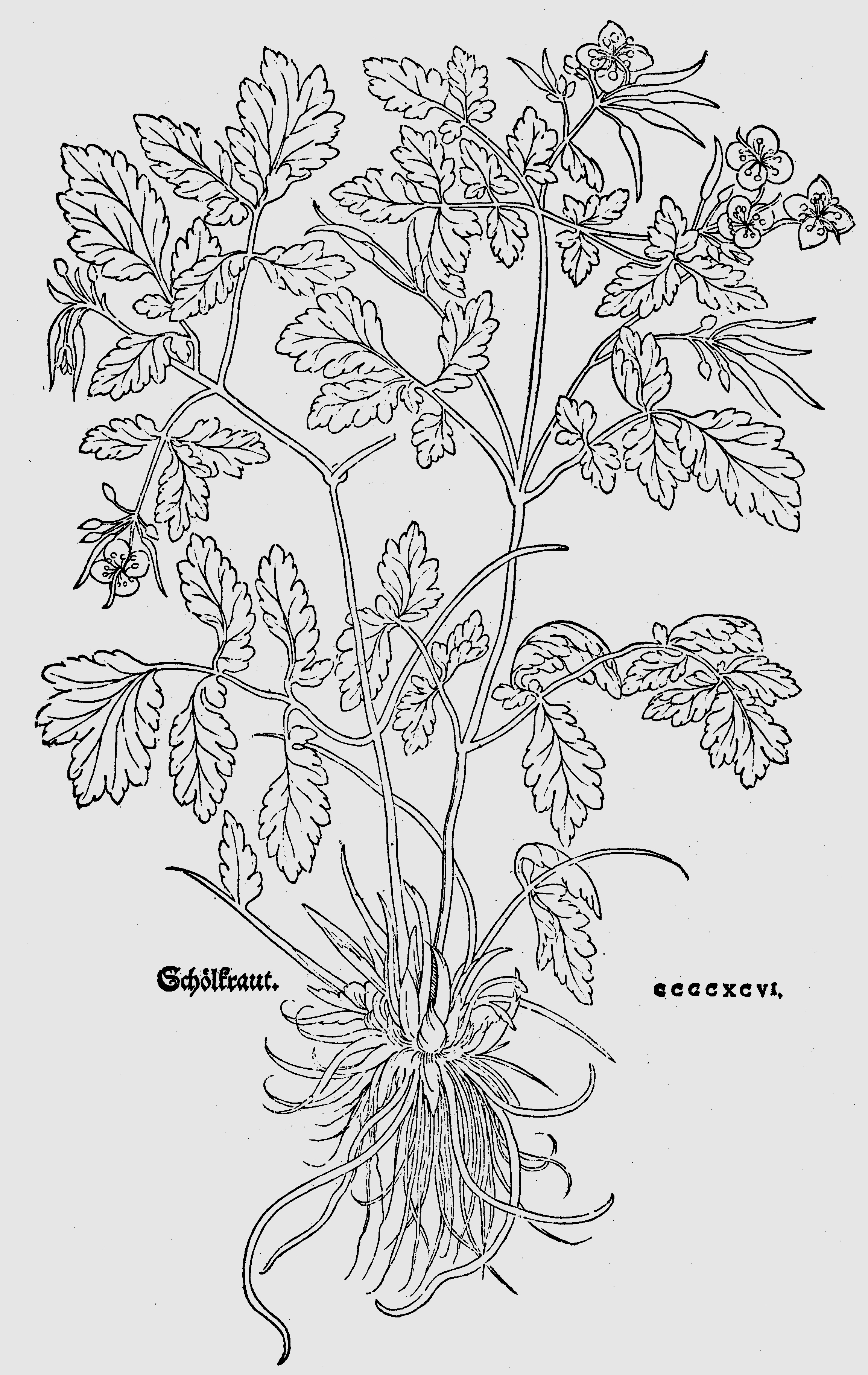
Leonhart Fuchs 1543

Kleines Chelidonium (Scharbockskraut, Ranunculus ficaria)

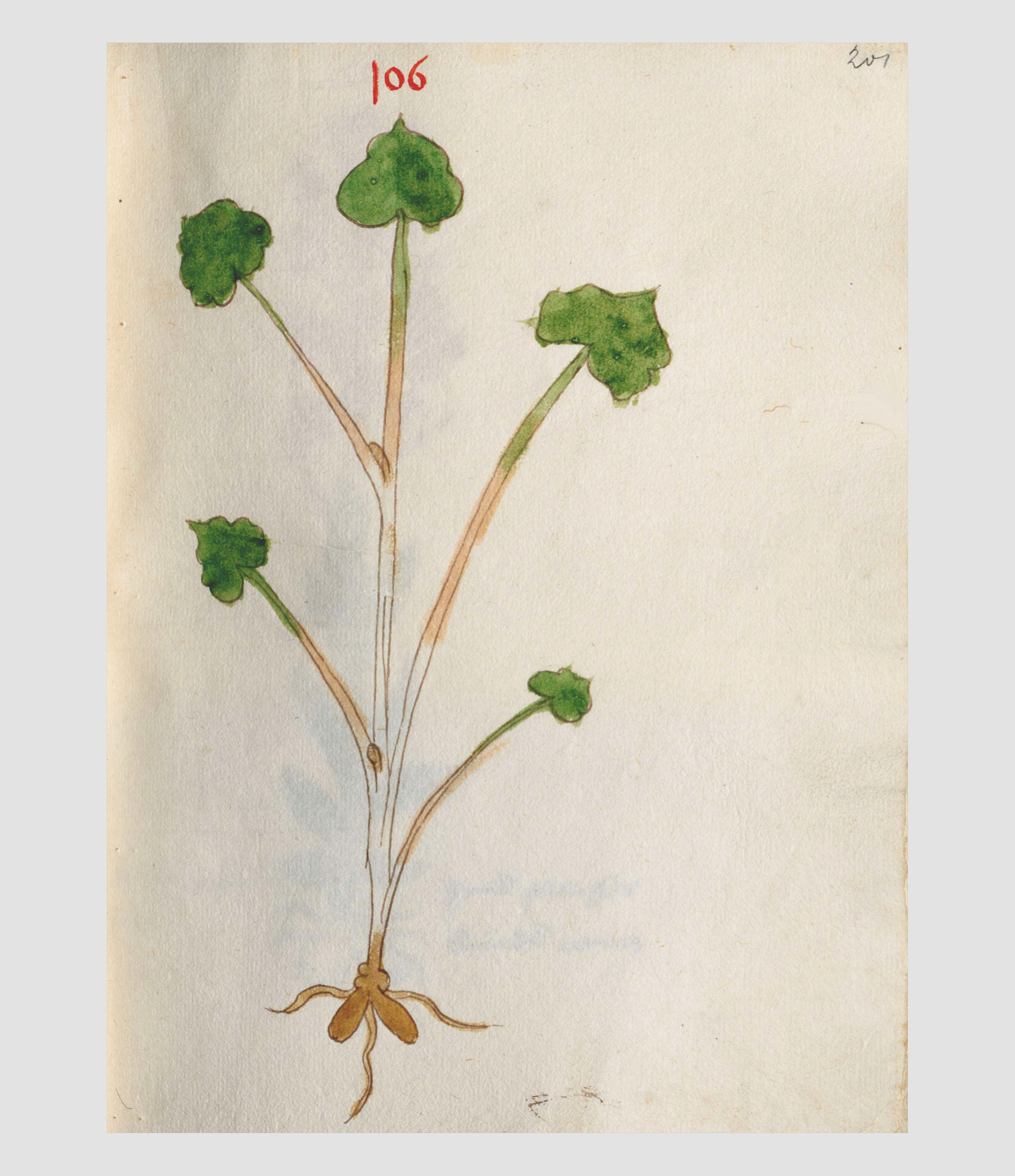
Vitus Auslasser 1479
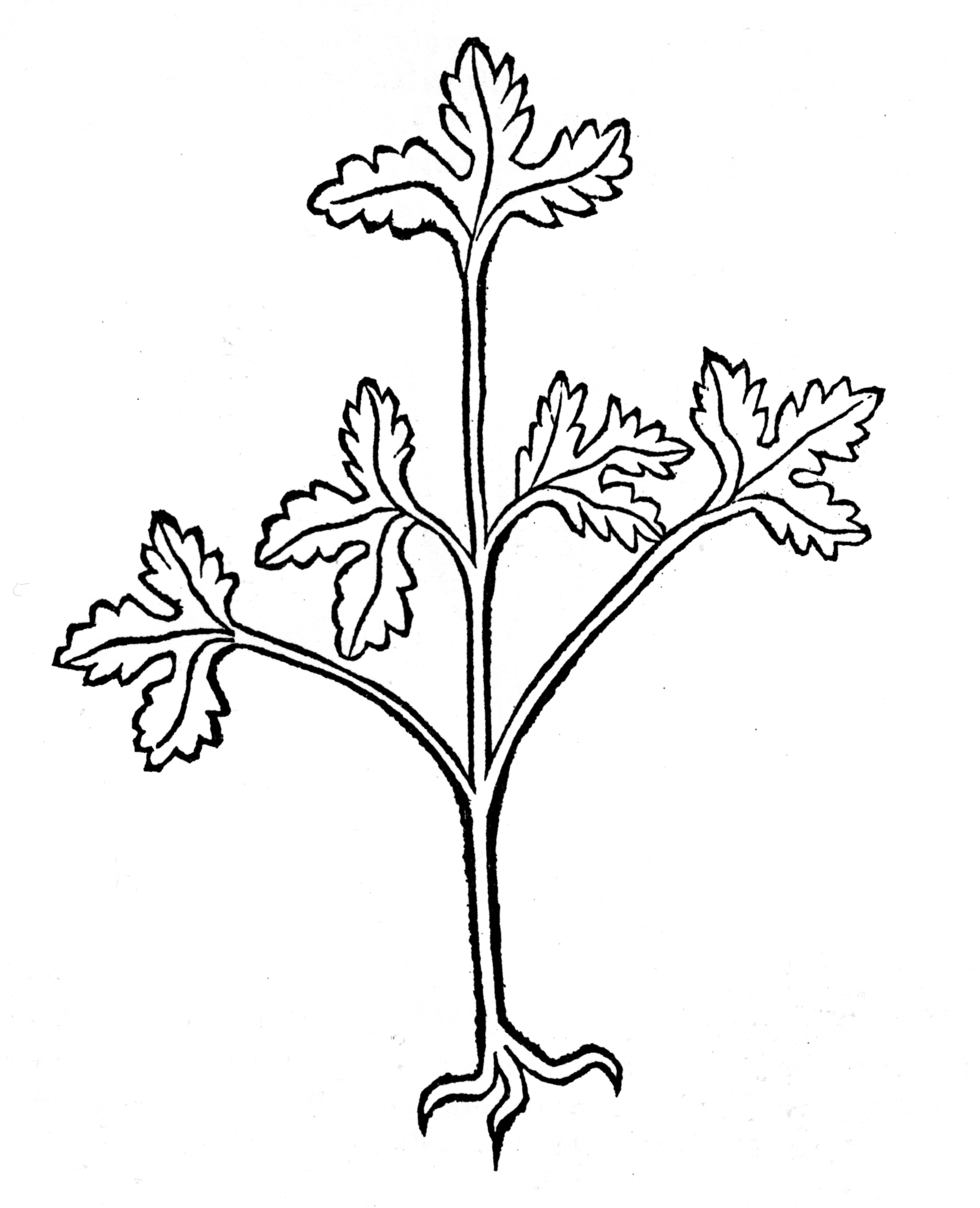
Gart der Gesundheit 1485
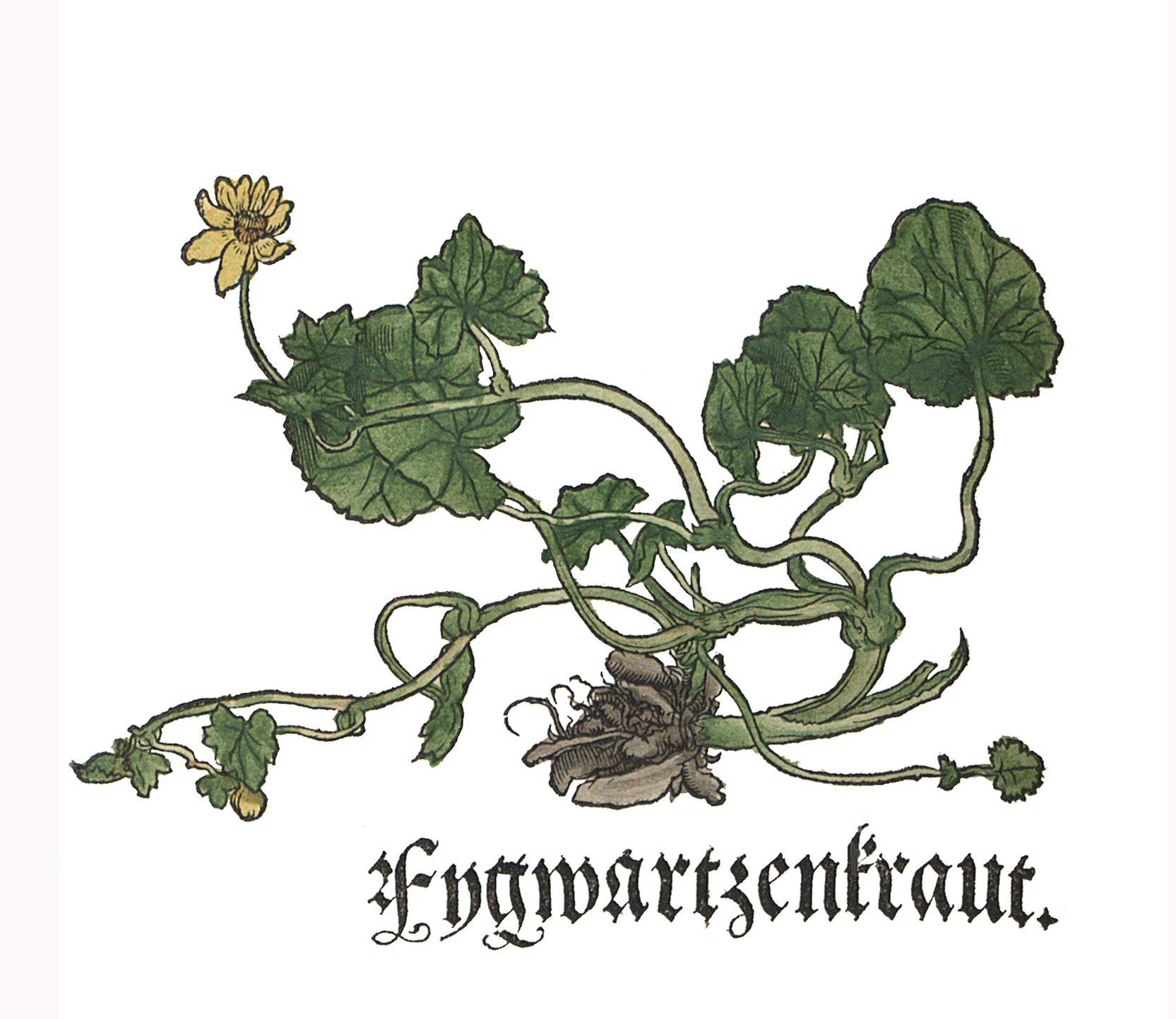
Otto Brunfels 1532
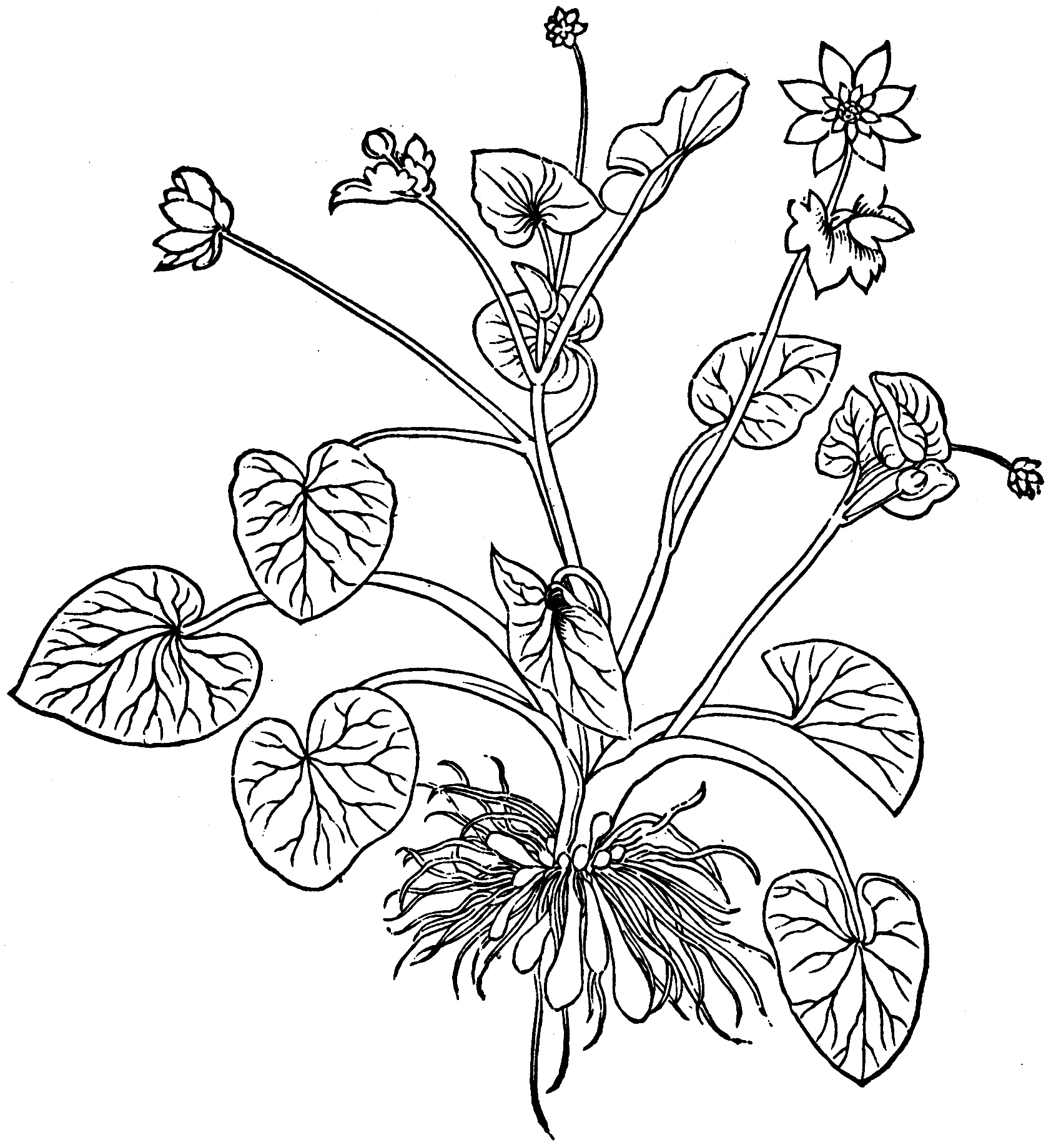
Leonhart Fuchs 1543